# Seututie 514
Pour les articles homonymes, voir Route 514.
La route régionale 514 (finnois : Seututie 514) est une route régionale allant du village d'Eno de Joensuu jusqu'à Ilomantsi en Finlande,,,.

## Parcours
- Village d'Eno
- Kuisma
- Luhtapohja
- Tokrajärvi
- Ratilanvaara
- Sonkaja
- Village d'Ilomantsi